# (5145) Folo
(5145) Folo es un cuerpo menor perteneciente a los centauros descubierto por el equipo del Spacewatch desde el Observatorio Nacional de Kitt Peak, Estados Unidos, el 9 de enero de 1992.

## Designación y nombre
Folo fue designado inicialmente como 1992 AD.
Posteriormente, en 1992, se nombró por el centauro Folo de la mitología griega.

## Características orbitales
Folo está situado a una distancia media del Sol de 20,34 ua, pudiendo acercarse hasta 8,672 ua y alejarse hasta 32,01 ua. Tiene una inclinación orbital de 24,73 grados y una excentricidad de 0,5736. Emplea en completar una órbita alrededor del Sol 91,72 años. El movimiento de Folo sobre el fondo estelar es de 0,01075 grados por día.

## Características físicas
La magnitud absoluta de Folo es 7,1. Emplea 9,98 horas en completar una vuelta sobre su eje y tiene un diámetro de 190 km. Su albedo se estima en 0,044. Folo está asignado al tipo espectral Z de la clasificación Tholen.
Las observaciones han detectado que su superficie es totalmente roja, debido, según algunas hipótesis, a posibles compuestos orgánicos presentes en su superficie. A diferencia de Quirón, Folo no ha mostrado ninguna evidencia de actividad cometaria.[cita requerida]